# Eurycorypha cuspidata
Eurycorypha cuspidata är en insektsart som beskrevs av Krauss 1901. Eurycorypha cuspidata ingår i släktet Eurycorypha och familjen vårtbitare. Inga underarter finns listade i Catalogue of Life.